# いんぐりもんぐり
いんぐりもんぐり（INGRY MONGRY）は、日本のロックバンド。
1985年、YOKOHAMA HIGH SCHOOL HOT WAVE FESTIVALへ出場するため、当時横浜の高校生だった6人で結成された。

## メンバー

### 解散時メンバー
永島浩之
1967年6月7日生まれ。ボーカル担当。
しおこんぶ、INGRY'S、THE INGRY'S、FoolyouS（CHAP〔チャップ〕として活動）メンバー。
前島正義
1967年8月11日生まれ。ボーカル担当。
しおこんぶ、INGRY'S、THE INGRY'S、FoolyouS（PUG〔パグ〕として活動）メンバー。
岡本誠司
1968年1月14日生まれ。ベース担当。
実兄はCOILの岡本定義。
斉藤拓也
1967年10月14日生まれ。ギター担当。

### 旧メンバー
遠藤肇秀
1967年5月12日生まれ。ドラムス担当。
庄健治
1967年8月9日生まれ。キーボード担当。
活動後期、庄がライブ出演しない際（正式に脱退する前から）にはサポートとして中野詞子がライブに参加。

## 来歴

### 結成前
中学時代の前島はフォークグループ「神淡布 カンタンフ」のヴォーカル兼ベースを担当していた（当時のメンバーは「いんぐりもんぐり」とは異なる）。高校入学後、永島を誘い新たなバンドを結成。文化祭では、シブ楽器隊の名称のみをパロディ化し「シブ楽器バンド」を名乗り演奏するなどしていた。
三年生となり、就職や進学を考える傍ら、大規模コンテストへの出場を希望していた前島が永島に話を持ちかけ「第6回 YOKOHAMA HIGH SCHOOL HOT WAVE FESTIVAL」への出場を決意する。急遽メンバーを掻き集める慌ただしさであった。
また、出場応募用紙を入手した時点では正式なバンド名が未決定であった。思案に暮れていたとき、メンバーが所有していた「ドラゴンボール」のコミックスの中で、ブルマの発する『いんぐりもんぐりされるのかと思っちゃった』というセリフが目に留まる。ちょっと面白くて覚えやすい語感の良さから採用。「高校時代の思い出にコンテストに出場する」という文化祭のノリのような軽い気持ちだったこと、また応募曲がコミカルだったこともあり「バンド名はあまり深く考えずにノリでつけてしまった」とのちに語っている。

### 結成後
- 1985年 - メンバー全員、神奈川県立港北高等学校の3年に在籍。第6回YOKOHAMA HIGH SCHOOL HOT WAVE FESTIVALへ出場するためバンドを結成し出場。同コンテストにおいてグランプリを受賞[3]。フィリップス・レコードと契約。
- 同年11月 - シングル「女子高生」でレコードデビュー。
- 1986年 - 1stアルバム『卒業記念』をメンバーの卒業式当日にリリース。3月、TBSバラエティ番組「レッツ・ラ・ゴー!」に出演（在京キー局初出演）。
- 同年4月 - 『いんぐりもんぐりのオールナイトニッポン』放送開始。土曜2部のパーソナリティを務める（1987年6月まで[4]）。
- 同年9月 - 2ndシングル「教師“C”」が映画『BE FREE!』の挿入歌に起用される。また、同映画には全員が出演。
- 同年10月 - TBS『モモコクラブ』にレギュラー出演。
- 1987年 - 中京テレビ『5時SATマガジン』の司会に前島と永島が抜擢される。
- 1988年 - 初のライブビデオ『いんぐりもんぐり抱腹絶倒ライブ、いんぐりさんがやってきた!ヤダ!ヤダ!!ヤダ!!!』をリリース。所属するフィリップス・レコードの邦楽部門撤退に伴い契約が打ち切られ、ポニーキャニオンへ移籍。
- 1989年 - 8枚目のシングル「ぶぁいYaiYai」がテレビアニメ『おぼっちゃまくん』のオープニングテーマに起用される。なお、カップリング「一度だけI LOVE YOU-沙麻代ちゃんに捧げるうた-」もエンディングテーマとして起用された。
- 1990年1月2日 - 初の日本武道館公演を敢行。同ライブをもって遠藤と庄が脱退し、バンド自体は充電期間に入る。その後、庄は音楽プロデューサーとして活動、遠藤は引退し一般企業へ就職した。いんぐりもんぐりの充電中、永島と前島はフォークデュオ・“しおこんぶ”として活動、フジテレビ『ウッチャンナンチャンの誰かがやらねば!』にもレギュラー出演。
- 1990年夏 - 日本青年館のライブをもっていんぐりもんぐりは解散。永島と前島は音楽ユニット『INGRY'S（イングリーズ）』として活動を継続。岡本は引退し実家の精肉店を継ぎ、斉藤は2000年ごろまで他のバンドで音楽活動を行う。
- 1991年 - HOT WAVE FESTIVAL SPECIAL LIVE のようなものを日本武道館で敢行。1日限りでINGRY MONGRY復活。
- 1992年 - 『嘉門達夫のお達者ワンダーランド』レギュラーパーソナリティを務める。
- 1993年 - 音楽へ専念するため、レギュラー番組（TV・ラジオ含む）をすべて降板。
- 1995年 - 「燃え尽きるバカヤロウ」を最後にINGRY'S終結。
- 同年6月 - THE INGRY'S（ジ・イングリーズ）として活動再開。
- 同年6月 - 『嘉門・THE INGRY'Sの爆裂スーパーファンタジー』パーソナリティ（1997年3月まで）。
- 1996年 - テレビ大阪『ナンテナワンダーランド』レギュラー。
- 1997年 - THE INGRY'SからFoolyouS（フーリューズ）に改名。個々の名称も永島浩之からCHAP（チャップ）、前島正義からPUG（パグ）へ。
- 同年4月 - FoolyouSへの改名に伴い、番組名を『嘉門・FoolyouSの爆裂スーパーファンタジー』に変更（翌年6月まで）
- 同年4月 - 7月 - 日本全国で『突撃!FoolyouSゲリラライブ』を敢行。
- 同年8月 - 映画『ヘラクレス』において声優として出演（ペイン（CHAP）、パニック（PUG）として）。
- 1998年 - 東京・大阪・名古屋で『FoolyouSライブ〜冗談じゃない!』敢行。
- 同年6月 - 『爆裂スーパーファンタジー』を終了（THE INGRY'S（1995年6月 - 1997年3月）、Foolyous（1997年4月 - 1998年6月））。
- 1999年 - 嘉門達夫のバックバンドとしてライブに参加。
- 同年 秋 - 東京ディズニーランドのアトラクション「魅惑のチキルーム"ゲット・ザ・フィーバー"」に声のみの出演。
- 同年 秋 - クリスマスCD「栗鱒」をFC限定でリリース。
- 2000年 - 5月、東京・大阪・名古屋のライブツアー『ピリオド』を最後にFoolyouS終結。同年7月『ピリオド』のライブビデオ発売。
- 2014年 - 8月、24時間テレビのチャリティライブで2日間限定で復活。
- 2015年 - 本格的にINGRY'S活動を開始。同年11月21日にデビュー30周年。
- 2019年1月13日 - 横浜大さん橋国際客船ターミナル（大さん橋ホール）で行われたイベント『YOKOHAMA MUSIC STYLE』においてINGRY'Sのライブを行った[5]。ライブタイトル『INGRY'SはINGRYMONGRYになれるのか？』と銘打ち、いんぐりもんぐりオリジナルメンバーが参加、全9曲を演奏した（遠藤は仕事の都合により不参加）。いんぐりもんぐり名義でライブを行わなかった理由として、前島と永島以外のメンバーは現在音楽活動を生業としておらず各々の仕事の都合があるためとしている[6]。
- 2020年5月6日 - YouTubeに公式チャンネル『いんぐりちゃん』を開設。
- 2020年から、無観客ライブの模様を生配信している。これは2019新型コロナウイルスによる感染拡大の状況を受け（「日本における2019年コロナウイルス感染症の流行状況」、「新型コロナウイルス感染症の流行 (2019年-)」、「2019年コロナウイルス感染症による社会・経済的影響」、新型インフルエンザ等対策特別措置法に基づく休業参照）、緊急事態宣言及びまん延防止等重点措置に基づいた措置である。今後も状況に応じて無観客ライブの開催及び配信（有料/無料）を行う方針。

### ソロ活動
前島正義
- FoolyouS終結後、「q.e.THe 2ND」（キュー・イー・ザ・セカンド）始動（1998年に設立）。その後、ライブやセッションなどを行っていたが（CDやDVDの発売はなし）、2005年5月からホームページが更新されず、音楽活動は事実上休止していた。INGRY'S再始動に伴い音楽活動を再開。ソロとしても積極的にライブを行っている。

永島浩之
- FoolyouS終結後は、アルバイトやテレビなどの仕事に従事。2003年、ファーストライブ『ただいま』にて音楽活動再開。
- 2005年秋、デビュー20周年ライブ『2度目の成人式』を行う。
- 2006年始めには、ライブツアー「構成の無い音楽会」を開催。4月、5月に20周年ライブDVD発売。
- 同年夏、永島浩之サマーLIVE・“ツユダク39”（ツユダクサンキュー）開催。
- DAIPRO-X所属の歌手「あつ」のアルバム「元気玉」にハーモニカとアコースティックギターで参加。
- さくらと一郎の楽曲「平成枯れすすき」とカップリング曲「バッカじゃなかろかルンバ」の作詞を担当。
- 2007年秋、ニューアルバム「成長」の発売を記念して、「成長ライブツアー」を開催。
- 2008年、厄年記念ライブ開催。「永ちゃん全力投球!ツアー」開催。
- 2011年3月17日放送『お願い!ランキング』内の企画「ストライク♪ミュージック」の“今見たい名曲ストライク”コーナーにおいて優木まおみが「ぶぁいYaiYai」を1位にランキング。永島が単独で出演し歌を披露した。

## ディスコグラフィー

### いんぐりもんぐり
シングル
- 1985年 女子高生
- 1986年 教師“C”
- 1986年 大嫌いっ!
- 1987年 ハッピーバースディが言えないじゃん
- 1988年 思春期・初恋・片想い
- 1988年 DO MY BEST
- 1989年 マリンタワーに抱かれて
- 1989年 ぶぁいYaiYai（テレビ朝日系おぼっちゃまくん主題歌）
- 1989年 －5cmの愛を抱きしめて
- 1989年 夕焼けの丘

アルバム
- 1986年 卒業記念（1994年に再発）
- 1986年 FREE THROW（1994年に再発）
- 1987年 あいた口がふさがらない
- 1988年 ike-sha-sha
- 1989年 白黒
- 1990年 the BEST〜uchidome〜（ベストアルバム）

ビデオ
- INGRY MONGRY 抱腹絶倒ライブ いんぐりさんがやってきた!ヤダ!ヤダ!!ヤダ!!!

著書
- いんぐりもんぐりの校門（近代映画社・絶版）

### INGRY'S
シングル
- 1990年 へべれけ
- 1991年 INGRY'S LIVE GIGS
- 1991年 INGRY'S LIVE GAGS
- 1992年 1000ピースのジグソーパズル
- 1993年 じゃあな
- 1995年 明日もここにいる

アルバム
- 1990年 INGRY'S
- 1992年 STARTING OVER
- 1992年 Flying Christmas
- 1993年 おはこ
- 1995年 Yours（ベストアルバム）
- 1995年 Ours
- N'S&M'S　※リゾートツアー参加者のみに配布

ビデオ
- HOT WAVE FESTIVAL IN BAY CITY

DVD
- 2016年5月21日「INGRY'S30周年まつり 特典映像のつもりがオマケどころじゃなくなった2枚組DVD」
- 2021年3月 闇SPECIAL「クリスマスセール」（2020年12月13日にF.A.D YOKOHAMAで行われたライブを収録）
- 2021年3月 闇SPECIAL「クリスマスじゃ、ない？」（2020年12月20日に名古屋SPADE BOXで行われたライブを収録）
- 2021年7月 闇DVD「Discography」（再販）
- 2021年11月 闇DVD[あなたの54のお祝いに〜永島さん・前島さんVer.〜」

### THE INGRY'S
シングル
- 1995年 Just Only You〜君に逢えたから〜 （名古屋NSCカレッジCMソング）

ビデオ
- THE INGRY'Sダッ!
- THE INGRY'S LIVE ワーッ!

### FoolyouS
シングル
- 1997年 とかいっちゃって
- 1997年 ちゃんとしようよ!
- 1997年 冗談じゃない!
- 1998年 ごめんゴメン
- 1998年 テクテクおじさん
- 1998年 ビデオを返しに行かなくちゃ
- 1999年 夢見るのも大変!
- 2000年 a period.（FC限定発売マキシシングル） - 5曲入りマキシシングル。一般的に収録曲が5曲あれなミニアルバムとされるが、「マキシシングルをまだ出したことがなく、一度出してみたかった」という理由でカテゴリー分けした（ Foolyous終結ライブで語った[要出典]。）

アルバム
- 1997年 ちゃんとしようよ!
- 1997年 Born In The Japan
- 1998年 テクノザウルス
- 1999年 とにかく大変!
- 1999年 栗鱒（FC限定クリスマスCD）

ビデオ
- 1997年 VIDEOFoolyouS
- 1998年 VIDEOSAURUS
- 1998年 爆裂スーパーファンタジーメモリアルビデオ
- 1998年 FoolyouS Live Tour テクノザウルス
- 2000年 FoolyouS Live Tour 2000. -a period.-

### 永島浩之
シングル
- 2010年 神様（マキシシングル）

アルバム
- 2003年 ただいま（復活ライブCD）
- 2004年 誕生
- 2007年 成長
- 2010年 融転（12月20日発売）

ビデオ・DVD
- 2003年 3rdLIVE 2つの顔を持つ男（昼、アコースティックバージョン、夜、バンドバージョン）
- 2004年 5thLIVE Ready!Go!
- 2004年 7thLIVE 2つの顔を持つ男2（昼、アコースティックバージョン、夜、バンドバージョン）
- 2005年 8thLIVE アンタの町にやって来た（アコースティックバージョン）
- 2005年 8thLIVE アンタが町にやってきて！（バンドバージョン）
- 2005年 9thLIVE 20回目の春が来た!
- 2005年 10thLIVE 夏のお兄さん
- 2006年 20周年ライブ 2度目の成人式（アコースティックバージョン）DVD
- 2006年 20周年ライブ 2度目の成人式（バンドバージョン）DVD
- 2021年 裏DVD「う〜まん防！」（5月22日発売）
- 2021年 裏DVD「Happy Birthday 平日」（7月3日発売）
  - 2006年 既に廃盤になったライブビデオ数本をDVDで発売
  - 2007年 ツユダク39、構成の無い音楽会などのDVDを発売

## 写真集
- 2009年 永島浩之写真集「LIFE」

## テレビ・ラジオ出演
いんぐりもんぐり時代
- おはようスタジオ（テレビ東京）
- 5時SATマガジン（中京テレビ）
- モモコクラブ（TBS）
- ウッチャンナンチャンの誰かがやらねば!（フジテレビ）
- 一休さん・喝! 第3話「スター誕生・一休の応援大作戦」（1986年、テレビ東京）
- いんぐりもんぐりのオールナイトニッポン（ニッポン放送）[1]
- 前島・永島の七転八転（ななころびやころび）（福井放送・茨城放送ほか）
- ハマからビシバシ（FM横浜）[1]
- おもしろラジオ（FM愛知）[1]

INGRY'S時代
- 朝まで夜っテレビ（テレビ新広島）
- INGRY'Sてれびじお（テレビ新広島）
- 突飛ing TV（福岡放送）
- INGRY'Sの話（FM愛知）
- 夜マゲスペシャルINGRY'Sの一触即発金曜日（文化放送）
- INGRY'Sのおんせんタマゴ（TVKテレビ）
- INGRY'Sの何して遊ぼ（文化放送）
- 嘉門達夫のお達者ワンダーランド（読売テレビ）

THE INGRY'S時代
- KAMON・THE INGRY'Sの爆裂スーパーファンタジー（全国のFM局）
- HOT WAVE（テレビ埼玉）
- なんてなワンダーランド（テレビ大阪）

FoolyouS時代
- テレビ埼玉HOT WAVE（1999年10月まで）
- KAMON、FoolyouSの爆裂スーパーファンタジー（1998年6月まで）

永島浩之
- Pナイト（とちぎテレビ）
- 斉藤一美 爆発NIGHT （文化放送）
- インターネット配信「ひかり荘」
- WEBラジオ「Night Birds〜永島浩之の「はなうた」〜」
- Go to TOP'S（レディオ湘南（コミュニティFM））
- BAY CITY WAVE（水曜日 20時10分 - 、黒船テレビ） - 永島は毎月第1週目に出演

## ゲーム
- ファミコン専用ソフト「おぼっちゃまくん」（1991年、テクモ） - BGMのみ
- CRぱちんこおぼっちゃまくん（2009年、京楽産業） - ボーナス時の曲

## 映画出演
いんぐりもんぐり時代
- BE FREE!（1986年、東映） - 長谷川まみ（演：大西結花）のバックバンド 役 ※大西の楽曲「DANCING CHERRY」を演奏（一部充て振り）

THE INGRY'S時代
- ジャイアント・ピーチ（1996年、ブエナ・ビスタ・ピクチャーズ・ディストリビューション） - ミミズ 役※声の出演（永島）

Foolyous時代
- ヘラクレス（1997年、ブエナ・ビスタ・ピクチャーズ・ディストリビューション） - ペイン役：永島浩之（FoolyouS：チャップ名義）、パニック役：前島正義（FoolyouS：パグ名義）※声の出演

## その他
- 波よ聞いてくれ - 沙村広明による漫画（及びテレビアニメ）。第5話「お前らは緩い」（テレビアニメでは第3話）において、主人公らの会話の中に「いんぐりもんぐりのビジョンが」とあり、背景に1stアルバム「卒業記念」のジャケットが描かれている[7]。
- 魅惑のチキルーム"ゲット・ザ・フィーバー"（1999年、東京ディズニーランド） - 2カンDJ役：永島浩之、ビッグビーキー・B役：前島正義